# Libnotes imponens
Libnotes imponens är en tvåvingeart som först beskrevs av Walker 1859.  Libnotes imponens ingår i släktet Libnotes och familjen småharkrankar. Inga underarter finns listade i Catalogue of Life.